# Convento da Graça (Évora)
O Convento de Nossa Senhora da Graça (popularmente chamado Convento da Graça, Igreja da Graça ou Meninos da Graça), é um importante monumento religioso renascentista da cidade de Évora, situando-se no Largo da Graça, na freguesia da Évora (São Mamede, Sé, São Pedro e Santo Antão). Este mosteiro, dos frades eremitas calçados de Santo Agostinho, foi fundado em 1511, tendo sido projectado pelo arquitecto da Casa Real Miguel de Arruda.
Presentemente o Convento serve de Messe de Oficiais da guarnição de Évora, sendo a Igreja a Capelania da Região Militar Sul.
O Convento e Igreja da Graça de Évora estão classificados como Monumento Nacional desde 1910.

## Descrição
O Convento é um belo exemplar do mais puro estilo renascentista, tendo nos acrotérios da fachada as famosas figuras atlantes a quem o povo de Évora chama desde há séculos, os "Meninos da Graça". Sofrendo o golpe da extinção das ordens religiosas, no ano de 1834, o Convento da Graça foi nacionalizado e transformado em Quartel. Entrou então em grande ruína, perdendo-se grande parte dos seus valores sumptuários, o que constituiu uma enorme perda para o acervo artístico de Évora. Muitos dos altares, imagens e sinos da igreja foram transferidos para a Igreja do Convento de São Francisco, então já paroquial de São Pedro (em cuja freguesia se situava o arruinado Convento da Graça).
A bela capela da Irmandade do Senhor Jesus dos Passos da cidade de Évora, em mármores coloridos e embutidos, que situava no claustro, foi, em boa hora, transferida para a Igreja do Espírito Santo. O estado calamitoso de ruina atingiu o ponto máximo em 1884, com o desabamento da abóbada da igreja, perdendo-se os seus magníficos painés de azulejo (que representavam cenas da vida de Santo Agostinho). O edifício veio a ser restaurado só na segunda metade do século XX, conservando (o exterior e algumas dependências conventuais, como o claustro e o refeitório) as linhas da arte renascentista que o tornam num dos mais belos monumentos eborenses.